# Organización territorial de Puerto Rico
Puerto Rico se divide en 78 municipios que a su vez se dividen en barrios y los barrios se dividen en sectores. Los municipios están agrupados en ocho distritos senatoriales y 40 distritos representativos, que no tienen funciones administrativas, y sirven como demarcaciones geográficas de representación de la población que reside en cada distrito, ante la Asamblea Legislativa de Puerto Rico. Cada distrito senatorial es representado ante la Legislatura del país por dos senadores y cada distrito representativo por un representante. El tamaño de los mismos es alterado en función a los cambios poblacionales registrados en los censos decenales. Adicionalmente, algunas agencias del gobierno, dividen el país en regiones o zonas, y la cantidad de municipios y extensión que abarcan varía dependiendo de la agencia y de las funciones que ejercen. Por ejemplo, una región educativa no abarca la zona geográfica ni contiene necesariamente los municipios que una región de Salud o una región del Departamento de Transportación y Obras Públicas.  En 1991, la ley de Municipios Autónomos del Estado Libre Asociado de Puerto Rico fue creada como una estrategia para la descentralización y los servicios de mejoramiento del gobierno para las personas. En años recientes, varios alcaldes han exigido una revisión de la ley.
Los municipios eligen un alcalde y una legislatura municipal en las elecciones generales cada cuatro años. Esta legislatura municipal es un cuerpo unicameral y su número de miembros varía dependiendo de la población de cada municipio siendo la más grande la Legislatura Municipal de San Juan con diecisiete (17) miembros y la más pequeña la de Culebra.
El municipio de Arecibo es el de mayor extensión territorial y Cataño el más pequeño. En cuanto al número de habitantes es San Juan, con casi 400.000 habitantes el de mayor población y la isla-municipio de Culebra el pueblo con menos habitantes, con poco más de 1800 habitantes.

## Lista de municipios actuales
| Municipios de Puerto Rico |
| --- |
| Océano Atlántico Isla Mona (Mayagüez) Canal de la Mona' Mar Caribe Cataño Loíza Carolina Río Grande Canóvanas Juncos Dorado Guaynabo Aguas Buenas Cidra Corozal Morovis Orocovis Naranjito Comerío Barranquitas Trujillo Alto Gurabo Bayamón Vega Alta Vega Baja Manatí Toa Baja Toa Alta San Juan Caguas Florida Jayuya Ciales Barceloneta Arecibo Utuado Hatillo Camuy Lares Quebradillas Isabela San Sebastián Aguadilla Aguada Moca Rincón Añasco Mayagüez Hormigueros Cabo Rojo Lajas Guánica Yauco Guayanilla Peñuelas Ponce Juana Díaz Santa Isabel Salinas Guayama Arroyo Patillas Maunabo Luquillo Fajardo Ceiba Naguabo Humacao Yabucoa San Germán Maricao Las Marías Sabana Grande Adjuntas Villalba Coamo Aibonito Cayey San Lorenzo Las Piedras Vieques Culebra |

| - Adjuntas - Aguada - Aguadilla - Aguas Buenas - Aibonito - Añasco - Arecibo - Arroyo - Barceloneta - Barranquitas - Bayamón - Cabo Rojo - Caguas - Camuy - Canóvanas - Carolina | - Cataño - Cayey - Ceiba - Ciales - Cidra - Coamo - Comerío - Corozal - Culebra - Dorado - Fajardo - Florida - Guánica - Guayama - Guayanilla - Guaynabo | - Gurabo - Hatillo - Hormigueros - Humacao - Isabela - Jayuya - Juana Díaz - Juncos - Lajas - Lares - Las Marías - Las Piedras - Loíza - Luquillo - Manatí - Maricao | - Maunabo - Mayagüez - Moca - Morovis - Naguabo - Naranjito - Orocovis - Patillas - Peñuelas - Ponce - Quebradillas - Rincón - Río Grande - Sabana Grande - Salinas - San Germán | - San Juan (capital) - San Lorenzo - San Sebastián - Santa Isabel - Toa Alta - Toa Baja - Trujillo Alto - Utuado - Vega Alta - Vega Baja - Vieques - Villalba - Yabucoa - Yauco |

## Lista de alcaldes por municipio
| - Adjuntas - José Hiram Soto Rivera (PPD) - Aguada - Christian Cortés (PPD) - Aguadilla - Julio Roldán Concepción (PPD) - Aguas Buenas - Karina Nieves (PNP) - Aibonito - William (Wille) Alicea Pérez (PNP) - Añasco - Kabir Solares (PNP) - Arecibo - Carlos (Tito) Ramírez Irizarry (PPD) - Arroyo - Eric Bachier Román (PPD) - Barceloneta - Wanda (Tata) Soler Rosario (PPD) - Barranquitas - Elliot Colón Blanco (PNP) - Bayamón - Ramon Luis Rivera, hijo (PNP) - Cabo Rojo - Jorge (Jorgito) Morales Wiscovitch (PNP) - Caguas - William (Willie) Miranda Torres (PPD) - Camuy - Gabriel (Gaby) Hernández (PNP) - Canóvanas - Lornna Soto (PNP) - Carolina - José C. Aponte Dalmau (PPD) - Cataño - Julio (Julito) Alicea Vasallo (PNP) - Cayey - Rolando Ortiz Velázquez (PPD) - Ceiba - Samuel Rivera Báez (PNP) - Ciales - Alexander Burgos Otero (PNP) - Cidra - David Concepción González (PPD) - Coamo - Juan Carlos (Tato) García Padilla (PPD) - Comerío - José A. (Josian) Santiago (PPD) - Corozal - Luis (Luiggi) García (PNP) - Culebra - Edilberto (Junito) Romero (PNP) - Dorado - Carlos (Carlitos) López Rivera (PPD) | - Fajardo - José A. (Joey) Meléndez (PNP) - Florida - José Gerena Polanco (PNP) - Guánica - Ismael (Titi) Rodríguez (PPD) - Guayama - O’brain Vazquez Molina (PPD) - Guayanilla - Raúl Rivera Rodríguez (PNP) - Guaynabo - Edward O’neillk (PNP) - Gurabo - Rosachely Rivera (PNP) - Hatillo - Carlos (Carlitos) Román Román (PPD) - Hormigueros - Pedro García (PPD) - Humacao - Reynaldo (Rey) Vargas Rodríguez (PNP) - Isabela - Miguel (Ricky) Méndez (PPD) - Jayuya - Jorge (Georgie) González Otero (PPD) - Juana Díaz - Ramón (Ramoncito) Hernández (PPD) - Juncos - Alfredo (Papo) Alejandro Carrión (PPD) - Lajas - Jayson (Jay) Martínez (PNP) - Lares - Fabián Arroyo Rodríguez (PPD) - Las Marías - Edwin Soto Santiago (PNP) - Las Piedras - Miguel 'Micky' López (PNP) - Loíza - Julia M. Nazario (PPD) - Luquillo - Jesús (Jerry) Márquez (PPD) - Manatí - José A. Sánchez González (PNP) - Maricao - Wilfredo (Juny) Ruiz (PPD) - Maunabo - Ángel Omar Lafuente Amaro (PNP) - Mayagüez - Jorge Ramos (PPD) - Moca - Ángel (Beto) Pérez (PNP) - Morovis - Carmen I. Maldonado González (PPD) | - Naguabo - Miraidaliz Rosario Pagán (PPD) - Naranjito - Orlando Ortiz Chevres (PNP) - Orocovis - Jesús (Gardy) Colón Berlingeri (PNP) - Patillas - Maritza Sánchez Neris (PNP) - Peñuelas - Gregory Gonsález Souchet (PPD) - Ponce - Marlese Sifre (PPD) - Quebradillas - Heriberto Vélez Vélez (PPD) - Rincón - Carlos D. (Carlitos) López Bonilla (PPD) - Río Grande - Angel (Bori) González Damutd (PPD) - Sabana Grande - Marco Gilberto Valentín Flores (PPD) - Salinas - Karilyn Bonilla Colón (PPD) - San Germán - Virgilio Olivera (PNP) - San Juan (capital) - Miguel Romero Lugo (PNP) - San Lorenzo - Jaime Alveiro Ramos (PNP) - San Sebastián - Javier Jiménez (PD) - Santa Isabel - Rafael (Billy) Burgos (PPD) - Toa Alta - Clemente (Chito) Agosto (PPD) - Toa Baja - Bernardo (Betito) Márquez (PNP) - Trujillo Alto - Pedro (Pedrito) Rodriguez (PPD) - Utuado - Jorge (Jorgito) Pérez (PNP) - Vega Alta - María Vega (PNP) - Vega Baja - Marcos Cruz Molina (PPD) - Vieques - José (Junito) Corcino (PNP) - Villalba - Luis Javier (Javy) Hernández Ortíz (PPD) - Yabucoa - Rafael (Rafy) Surillo (PPD) - Yauco - Ángel (Luigi) Torres (PNP) |

## Lista de municipios agrupados por distritos senatoriales
| 1. San Juan (capital) 2. Guaynabo (parte) 3. Aguas Buenas 1. Bayamón 2. Cataño 3. Guaynabo (parte) 4. Toa Baja 5. Toa Alta 1. Arecibo 2. Barceloneta 3. Camuy 4. Ciales 5. Dorado 6. Florida 7. Hatillo 8. Manatí 9. Morovis 10. Quebradillas 11. Vega Alta 12. Vega Baja 1. Aguada 2. Aguadilla 3. Añasco 4. Cabo Rojo 5. Hormigueros 6. Isabela 7. Las Marías 8. Mayagüez 9. Moca 10. Rincón 11. San Germán 12. San Sebastián | 1. Adjuntas 2. Guánica 3. Guayanilla 4. Jayuya 5. Lajas 6. Lares 7. Maricao 8. Peñuelas 9. Ponce 10. Sabana Grande 11. Utuado 12. Yauco 13. Juana Díaz (parte) 1. Arroyo 2. Aibonito 3. Barranquitas 4. Cayey 5. Cidra 6. Coamo 7. Comerío 8. Corozal 9. Guayama 10. Juana Díaz (parte) 11. Naranjito 12. Orocovis 13. Salinas 14. Santa Isabel 15. Villalba | 1. Caguas 2. Gurabo 3. Humacao 4. Juncos 5. Las Piedras 6. Maunabo 7. Naguabo 8. Patillas 9. San Lorenzo 10. Yabucoa 1. Canóvanas 2. Carolina 3. Ceiba 4. Culebra 5. Fajardo 6. Loíza 7. Luquillo 8. Río Grande 9. Trujillo Alto 10. Vieques |